# Oleno (figlio di Efesto)
Oleno  (in greco antico: Ὤλενος?, Olĕnus) è un personaggio della mitologia greca.

## Genealogia
Figlio di Efesto e di Aglaia fu padre delle ninfe Elice ed Ege.

## Mitologia
Le sue figlie (Elice ed Ege) furono le nutrici di Zeus sul monte Ida a Creta. 
In alcune fonti è citata come sua figlia anche Amaltea, dai più rammentata invece come la capra che allattò Zeus (in Eustazio Oléniè aïx, la «capra Olenia»).
Da questo Oleno deriverebbe il nome una città in Aulide.